# Osteosema alboviridis
Osteosema alboviridis är en fjärilsart som beskrevs av Moore 1872. Osteosema alboviridis ingår i släktet Osteosema och familjen mätare. Inga underarter finns listade i Catalogue of Life.